# Cerkev sv. Lovrenca, Brežice
Cerkev svetega Lovrenca v Brežicah je župnijska cerkev Župnije Brežice. Nahaja se v starem mestnem jedru ob glavni ulici čez središče, Cesti prvih borcev.
Cerkev je bila zgrajena leta 1782 v romanskem slogu, namesto cerkve iz leta 1354, ki so jo zaradi poplave leto prej morali podreti. Po načrtih bi morala segati prav do roba ceste, ker pa je zmanjkalo denarja so jo skrajšali in ima sedaj podobo grškega križa. Freske sta naslikala Tomaž Fantoni in Jakob Brollo (oba iz sredine 19. stoletja), ter Stane Kregar (1966).